# Пам'ятки монументального мистецтва Новосанжарського району
У Новосанжарському районі Полтавської області нараховується 2 пам'ятки монументального мистецтва.
Інші були демонтовані в рамках декомунізації.
| # | назва                         | адреса            |
| - | ----------------------------- | ----------------- |
| 1 | Пам'ятник українським козакам | смт Нові Санжари  |
| 2 | Пам'ятник Т. Г. Шевченку      | с. Соколова Балка |